# Vuelta a Guatemala 2012
La 52.ª edición de la Vuelta a Guatemala se disputó entre el 13 y el 20 de mayo de 2012. Fueron recorridos 928,8 km repartidos en ocho etapas, una de ellas contrarreloj individual. Ha sido organizada por la Federación Guatemalteca de Ciclismo. Pertenece a la categoría 2.2 (3.ª categoría de competencias en rutas por etapas) del UCI America Tour 2011-2012. Esta edición tuvo que haberse disputado entre el 20 de octubre y el 1.° de noviembre de 2011, pero fue pospuesta por las autoridades gubernamentales nacionales debido a los daños causados por la tormenta tropical 12-E. A diferencia de lo habitual, la competencia no finalizó en la Ciudad de Guatemala, sino en Quetzaltenango, con la etapa entre las localidades de Retalhuleu, Mazatenango y Quetzaltenango. Es la primera vez que el evento culminó en esa ciudad occidental.
Participaron 71 ciclistas de seis equipos extranjeros —Brasil, Colombia, Costa Rica, Estados Unidos, México y Portugal— y otros tantos nacionales. Se disputaron veinte metas volantes destinadas a los esprínteres y dieciocho por el Premio de la montaña. Tuvo dos etapas menos que lo que se había pactado en 2011, ya que los tramos Coban-Salamá y Huehuetenango-Quetzaltenango fueron anulados. 
Además, algunos equipos de la categoría Continental, como el Movistar Team Continental de Colombia, que habían anunciado su presencia, no participaron debido a compromisos con organizadores de otras competiciones.
Los nombres de las etapas correspondieron a destacados periodistas guatemaltecos. Durante la conferencia de presentación de la competencia fue presentado un documento audiovisual en el que se evocó la labor del fallecido periodista deportivo Emilio Milo Ramírez Gaytán. Asimismo, durante la ceremonia le fue entregada a familiares del recientemente extinto una plaqueta en honor a su trayectoria profesional.

## Participantes
Setenta y un ciclistas comenzaron la competencia, con un mínimo de cuatro y un máximo de seis corredores cada uno por normativa de la Unión Ciclista Internacional  (todos excepto uno fueron con los seis máximos permitidos). Sin embargo, setenta y ocho pedalistas habían sido inscritos debido a que los seis integrantes de la selección de Ecuador dispusieron retirarse antes del inicio del evento por desavenencias entre las autoridades del gobierno ecuatoriano y las del Comité Olímpico Ecuatoriano (COE); y a que el canadiense Sebastian Salas, anotado inicialmente con el número 36, estuvo ausente por decisión del equipo estadounidense Optum-Kelly Benefit Strategies, ya que se ha preferido su participación en el Tour de California, otra competencia del UCI America Tour que —en esta ocasión— se disputó de manera simultánea con la Vuelta a Guatemala, siendo el único equipo que participó con un corredor menos.
Luego de varios años participó un equipo europeo, el Onda, de Oporto (Portugal); y uno de Brasil, el Funvic-Pindamonhangaba.

## Maillots de líder
El líder de la clasificación general se lo distingue con un maillot amarillo.
El líder de la clasificación de la montaña lleva un maillot blanco con lunares Rojos.
El líder de la clasificación de metas volantes lleva un maillot azul.
El líder de la clasificación de la regularidad lleva un maillot negro.
El líder de la clasificación para menores de 23 años (sub-23) lleva un maillot rojo.
El mejor guatemalteco de la clasificación general individual lleva un maillot verde.

## Etapas
| Etapa | Fecha      | Recorrido                                                  | km         | Ganador             | Líder         |
| 1.ª   | 13 de mayo | Circuito anillo periférico Ciudad de Guatemala (8 vueltas) | 140        | Héctor Rangel       | Héctor Rangel |
| 2.ª   | 14 de mayo | Sanarate-Cobán                                             | 158        | Gregory Panizo      | Mario Archila |
| 3.ª   | 15 de mayo | Salamá-Jalapa                                              | 141        | Freddy Piamonte     | Ramiro Rincón |
| 4.ª   | 16 de mayo | Escuintla-Santa Lucía Cotzumalguapa                        | 29,8 (CRI) | Alder Torres        | Ramiro Rincón |
| 5.ª   | 17 de mayo | Antigua Guatemala-Molino Las Flores-Tecpán Guatemala       | 99         | Isaac Bolívar       | Ramiro Rincón |
| 6.ª   | 18 de mayo | Quetzaltenango-San Pedro Sacatepéquez                      | 134        | Javier Gómez        | Ramiro Rincón |
| 7.ª   | 19 de mayo | San Pedro Sacatepéquez-Huehuetenango                       | 136        | Óscar Javier Rivera | Ramiro Rincón |
| 8.ª   | 20 de mayo | Retalhuleu-Mazatenango-Quetzaltenango                      | 91         | Manuel Rodas        | Ramiro Rincón |

## Clasificaciones finales
| Abreviaturas: P., puesto; Nac., nacionalidad; Difer., diferencia de tiempo con respecto al primero. |

|  |

| Clasificación general individual |      |  |                       |               |          |  |        |  |
|                                  | P.   |  | Nac. Ciclista         | Equipo        | Tiempo   |  | Difer. |  |
|                                  |      |  | Ramiro Rincón         | EPM-UNE       | 23:56:56 |  |        |  |
|                                  | 2.°  |  | Freddy Piamonte       | EPM-UNE       | 23:58:22 |  | 01:26  |  |
|                                  | 3.°  |  | Román Villalobos      | JPS-Giant     | 23:59:56 |  | 03:00  |  |
|                                  | 4.°  |  | Daniel Silva          | Onda          | 24:02:04 |  | 05:08  |  |
|                                  | 5.°  |  | Óscar Javier Rivera   | EPM-UNE       | 24:04:26 |  | 07:30  |  |
|                                  | 6.°  |  | Alder Torres          | Café Quetzal  | 24:04:30 |  | 07:34  |  |
|                                  | 7.°  |  | Otavio Bulgarelli     | Funvic        | 24:05:16 |  | 08:20  |  |
|                                  | 8.°  |  | Delio Fernández       | Onda          | 24:08:23 |  | 11:27  |  |
|                                  | 9.°  |  | Javier Gómez          | EPM-UNE       | 24:09:00 |  | 12:04  |  |
|                                  | 10.° |  | Mario Archila         | Coca Cola     | 24:09:17 |  | 12:21  |  |
|                                  | 11.° |  | Hosman Chicol         | Café Quetzal  | 24:11:15 |  | 14:19  |  |
|                                  | 12.° |  | Carlos López          | Canel's Turbo | 24:13:43 |  | 16:47  |  |
|                                  | 13.° |  | Luis Danilo Marroquín | Café Quetzal  | 24:18:28 |  | 21:32  |  |
|                                  | 14.° |  | Gregory Panizo        | Funvic        | 24:23:25 |  | 26:29  |  |
|                                  | 15.° |  | Manuel Rodas          | Cable DX-Deco | 24:25:04 |  | 28:08  |  |
|                                  | 16.° |  | Edward Beltrán        | EPM-UNE       | 24:26:00 |  | 29:04  |  |
|                                  | 17.° |  | Carlos G. Hernández   | Esquipulas    | 24:34:45 |  | 37:49  |  |
|                                  | 18.° |  | Walter Escobar        | Cable DX-Deco | 24:38:00 |  | 41:04  |  |
|                                  | 19.° |  | Fredy Colop           | Cable DX-Deco | 24:44:24 |  | 47:28  |  |
|                                  | 20.° |  | Marco Salas           | JPS-Giant     | 24:45:13 |  | 48:17  |  |
|                                  | 21.° |  | Miguel Muñoz          | Coca Cola     | 24:47:38 |  | 50:42  |  |
|                                  | 22.° |  | Elías Vega            | JPS-Giant     | 24:50:58 |  | 54:02  |  |
|                                  | 23.° |  | Rolando Soloman       | Café Quetzal  | 24:54:23 |  | 57:27  |  |
|                                  | 24.° |  | José Aguirre          | Canel's Turbo | 24:56:00 |  | 59:04  |  |
|                                  | 25.° |  | Asbel Rodas           | Cable DX-Deco | 24:56:44 |  | 59:48  |  |

|  |

| Clasificación general sub-23 |     |  |                  |              |          |  |        |  |
|                              | P.  |  | Nac. Ciclista    | Equipo       | Tiempo   |  | Difer. |  |
|                              |     |  | Román Villalobos | JPS-Giant    | 23:59:36 |  |        |  |
|                              | 2.° |  | Alder Torres     | Café Quetzal | 24:04:10 |  | 04:34  |  |
|                              | 3.° |  | Javier Gómez     | EPM-UNE      | 24:08:40 |  | 09:04  |  |
|                              | 4.° |  | Hosman Chicol    | Café Quetzal | 24:10:55 |  | 11:19  |  |
|                              | 5.° |  | Edward Beltrán   | EPM-UNE      | 24:25:40 |  | 26:04  |  |

|  |

## Evolución de las clasificaciones
| Etapa (Vencedor)                | Clasificación general | Clasificación de la montaña | Clasificación metas volantes | Clasificación de la regularidad | Clasificación sub-23 | Clasificación de los guatemaltecos | Clasificación por equipos |
| ------------------------------- | --------------------- | --------------------------- | ---------------------------- | ------------------------------- | -------------------- | ---------------------------------- | ------------------------- |
| 1.ª etapa (Hector Rangel)       | Héctor Rangel         | No se entregó               | José Gonçalves               | Héctor Rangel                   | Edward Beltrán       | Alejandro Padilla                  | EPM-UNE                   |
| 2.ª etapa (Gregory Panizo)      | Mario Archila         | Edward Beltrán              | José Gonçalves               | Alejandro Padilla               | Edward Beltrán       | Mario Archila                      | EPM-UNE                   |
| 3.ª etapa (Fredy Piamonte)      | Ramiro Rincón         | Javier Gómez                | José Gonçalves               | Gregory Panizo                  | Edward Beltrán       | Mario Archila                      | EPM-UNE                   |
| 4.ª etapa (Alder Torres)        | Ramiro Rincón         | Javier Gómez                | José Gonçalves               | Gregory Panizo                  | Alder Torres         | Alder Torres                       | EPM-UNE                   |
| 5.ª etapa (Isaac Bolívar)       | Ramiro Rincón         | Javier Gómez                | Julio Padilla                | Gregory Panizo                  | Alder Torres         | Alder Torres                       | EPM-UNE                   |
| 6.ª etapa (Javier Gomez)        | Ramiro Rincón         | Javier Gómez                | José Gonçalves               | Gregory Panizo                  | Alder Torres         | Alder Torres                       | EPM-UNE                   |
| 7.ª etapa (Óscar Javier Rivera) | Ramiro Rincón         | Javier Gómez                | José Gonçalves               | Ramiro Rincón                   | Román Villalobos     | Alder Torres                       | EPM-UNE                   |
| 8.ª etapa (Manuel Rodas)        | Ramiro Rincón         | Javier Gómez                | José Gonçalves               | Gregory Panizo                  | Román Villalobos     | Alder Torres                       | EPM-UNE                   |
| Final                           | Ramiro Rincón         | Javier Gómez                | José Gonçalves               | Gregory Panizo                  | Román Villalobos     | Alder Torres                       | EPM-UNE                   |

## UCI America Tour
Además de las clasificaciones propias de esta competencia, por pertenecer al calendario americano de ciclismo en ruta, también se concedieron puntos para el certamen continental masculino UCI America Tour 2011-2012 a nivel individual y por equipos. Puntuaron aquellos corredores que figuraron en los primeros ocho puestos de la clasificación individual final, los primeros tres de cada etapa y cada líder parcial de la competencia, de acuerdo al baremo de la tabla. Por equipos, solamente las representaciones continentales profesionales UCI y las continentales UCI sumaron de acuerdo al guarismo obtenido por sus ciclistas en los primeros ocho puestos de la clasificación individual por tiempos. Las selecciones nacionales, los equipos regionales y los de clubes no cuentan en esta clasificación. Todos los puntos fueron contabilizados para el torneo una vez finalizada la competencia.
| Ciclista                                                                             | Ciclista              | Equipo                         | Etapas  | Etapas  | Etapas  | Etapas  | Etapas  | Etapas  | Etapas  | Etapas  | . final | Total |
| Nac.                                                                                 | Nombre/s y apellido/s | Equipo                         | 1.ª     | 2.ª     | 3.ª     | 4.ª     | 5.ª     | 6.ª     | 7.ª     | 8.ª     | . final | Total |
| COL                                                                                  | Ramiro Rincón         | EPM-UNE                        | &#0151; | &#0151; | 5       | 4       | 4       | 4       | 4       | 4       | 40      | 65    |
| COL                                                                                  | Freddy Piamonte       | EPM-UNE                        | &#0151; | &#0151; | 8       | &#0151; | &#0151; | &#0151; | &#0151; | &#0151; | 30      | 38    |
| COL                                                                                  | Óscar Javier Rivera   | EPM-UNE                        | &#0151; | &#0151; | 2       | &#0151; | &#0151; | &#0151; | 8       | &#0151; | 10      | 20    |
| CRC                                                                                  | Román Villalobos      | JPS-Giant                      | &#0151; | &#0151; | &#0151; | &#0151; | &#0151; | &#0151; | 2       | &#0151; | 16      | 18    |
| PRT                                                                                  | Daniel Silva          | Onda                           | &#0151; | &#0151; | &#0151; | &#0151; | &#0151; | &#0151; | 5       | &#0151; | 12      | 17    |
| GUA                                                                                  | Alder Torres          | Insta-Cofi de Café Quetzal     | &#0151; | &#0151; | &#0151; | 8       | &#0151; | &#0151; | &#0151; | &#0151; | 8       | 16    |
| BRA                                                                                  | Gregory Panizo        | Funvic-Pindamonhangaba         | &#0151; | 8       | &#0151; | 2       | 5       | &#0151; | &#0151; | &#0151; | &#0151; | 15    |
| MEX                                                                                  | Héctor Hugo Rangel    | Canel's Turbo                  | 8       | 4       | &#0151; | &#0151; | &#0151; | &#0151; | &#0151; | &#0151; | &#0151; | 12    |
| BRA                                                                                  | Otávio Bulgarelli     | Funvic-Pindamonhangaba         | &#0151; | &#0151; | &#0151; | 5       | &#0151; | &#0151; | &#0151; | &#0151; | 6       | 11    |
| GUA                                                                                  | Mario Archila         | Coca Cola                      | &#0151; | 5       | 4       | &#0151; | &#0151; | &#0151; | &#0151; | &#0151; | &#0151; | 9     |
| COL                                                                                  | Isaac Bolívar         | EPM-UNE                        | &#0151; | &#0151; | &#0151; | &#0151; | 8       | &#0151; | &#0151; | &#0151; | &#0151; | 8     |
| COL                                                                                  | Javier Gómez          | EPM-UNE                        | &#0151; | &#0151; | &#0151; | &#0151; | &#0151; | 8       | &#0151; | &#0151; | &#0151; | 8     |
| GUA                                                                                  | Manuel Rodas          | Cable DX-Decorabaños           | &#0151; | &#0151; | &#0151; | &#0151; | &#0151; | &#0151; | &#0151; | 8       | &#0151; | 8     |
| GUA                                                                                  | Alejandro Padilla     | Hino-Pizza Hut-Eurobikes       | 5       | &#0151; | &#0151; | &#0151; | &#0151; | &#0151; | &#0151; | &#0151; | &#0151; | 5     |
| GUA                                                                                  | Rolando Soloman       | Insta-Cofi de Café Quetzal     | &#0151; | &#0151; | &#0151; | &#0151; | &#0151; | 5       | &#0151; | &#0151; | &#0151; | 5     |
| BRA                                                                                  | Douglas Moi           | Funvic-Pindamonhangaba         | &#0151; | &#0151; | &#0151; | &#0151; | &#0151; | &#0151; | &#0151; | 5       | &#0151; | 5     |
| CAN                                                                                  | Marsh Cooper          | Optum-Kelly Benefit Strategies | &#0151; | 2       | &#0151; | &#0151; | 2       | &#0151; | &#0151; | &#0151; | &#0151; | 4     |
| ESP                                                                                  | Delio Fernández       | Onda                           | &#0151; | &#0151; | &#0151; | &#0151; | &#0151; | &#0151; | &#0151; | &#0151; | 3       | 3     |
| URU                                                                                  | Héctor Fabián Aguilar | Funvic-Pindamonhangaba         | 2       | &#0151; | &#0151; | &#0151; | &#0151; | &#0151; | &#0151; | &#0151; | &#0151; | 2     |
| USA                                                                                  | Chad Haga             | Optum-Kelly Benefit Strategies | &#0151; | &#0151; | &#0151; | &#0151; | &#0151; | 2       | &#0151; | &#0151; | &#0151; | 2     |
| MEX                                                                                  | Carlos López          | Canel's Turbo                  | &#0151; | &#0151; | &#0151; | &#0151; | &#0151; | &#0151; | &#0151; | 2       | &#0151; | 2     |
| Abreviaturas: Nac.: Nacionalidad &#0151; Clas. final: clasificación individual final |                       |                                |         |         |         |         |         |         |         |         |         |       |

| Equipo                          | Equipo                         | Equipo      | Puntos                                                  |
| Nac.                            | Denominación                   | Categoría   | Puntos                                                  |
| COL                             | EPM-UNE                        | Continental | 80 (Rincón, 40 &#0150; Piamonte, 30 &#0150; Rivera, 10) |
| PRT                             | Onda                           | Continental | 15 (Silva, 12 &#0150; Fernández, 3)                     |
| BRA                             | Funvic-Pindamonhangaba         | Continental | 6 (Bulgarelli, 6)                                       |
| USA                             | Optum-Kelly Benefit Strategies | Continental | &#0150;                                                 |
| Abreviatura: Nac.: Nacionalidad |                                |             |                                                         |